# Euglossa cyanochlora
Euglossa cyanochlora là một loài Hymenoptera trong họ Apidae. Loài này được Moure mô tả khoa học năm 1995.